# Takao Kawaguchi

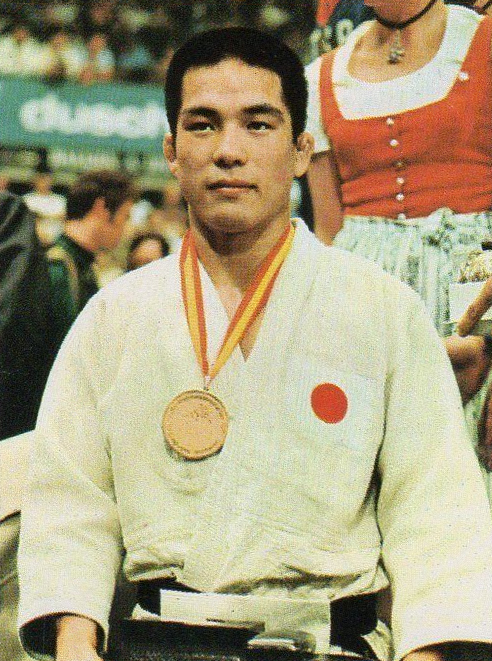
Takao Kawaguchi 1972

Takao Kawaguchi (jap. 川口孝夫, Kawaguchi Takao, * 13. April 1950 in Hiroshima) ist ein ehemaliger japanischer Judoka. Er war Olympiasieger 1972 und Weltmeister 1971.

## Karriere
Der 1,64 m große Takao Kawaguchi trat in der Gewichtsklasse bis 63 Kilogramm an, der damals leichtesten Klasse. Bei den Weltmeisterschaften 1971 in Ludwigshafen besiegte er Sergei Suslin aus der Sowjetunion und den Südkoreaner Choi Jong-sam und erreichte damit das Finale, das er gegen seinen Landsmann Toyokazu Nomura gewann. 1972 siegte er bei den Asienmeisterschaften im Leichtgewicht, Nomura gewann die nächsthöhere Gewichtsklasse, das Halbmittelgewicht.
Bei den Olympischen Spielen in München gewann Kawaguchi seine ersten beiden Kämpfe vorzeitig mit Ippon. Im Pool-Halbfinale siegte er über den Mongolen Bachaawaagiin Bujadaa durch Kampfrichterentscheid (yusei-gachi). Das Poolfinale gewann der Japaner gegen den Deutschen Wolfram Koppen nach 4:44 Minuten. Das andere Pool-Finale hatte der Franzose Jean-Jacques Mounier gewonnen. Außer Kawaguchi und Mounier erreichten der Nordkoreaner Kim Yong-ik und der Mongole Bujadaa über die Trostrunde das Halbfinale. Im Halbfinale gewann Bujadaa gegen Mounier durch Kampfrichterentscheid, Kawaguchi bezwang Kim nach 5:58 Minuten durch Ippon. Das Finale gewann Kawaguchi nach 39 Sekunden und erhielt die Goldmedaille, sein Gegner verlor die Silbermedaille später durch Disqualifikation wegen Doping.
Im Jahr darauf besiegte Kawaguchi bei den Weltmeisterschaften 1973 in Lausanne den Franzosen Michel Algisi und den Kubaner Héctor Rodríguez und zog damit ins Finale ein, dort unterlag er seinem Landsmann Yoshiharu Minami. Nach drei Siegen bei internationalen Meisterschaften gewann Kawaguchi bei seinem letzten  großen Turnier die Silbermedaille.